# Pozdně antické náboženství

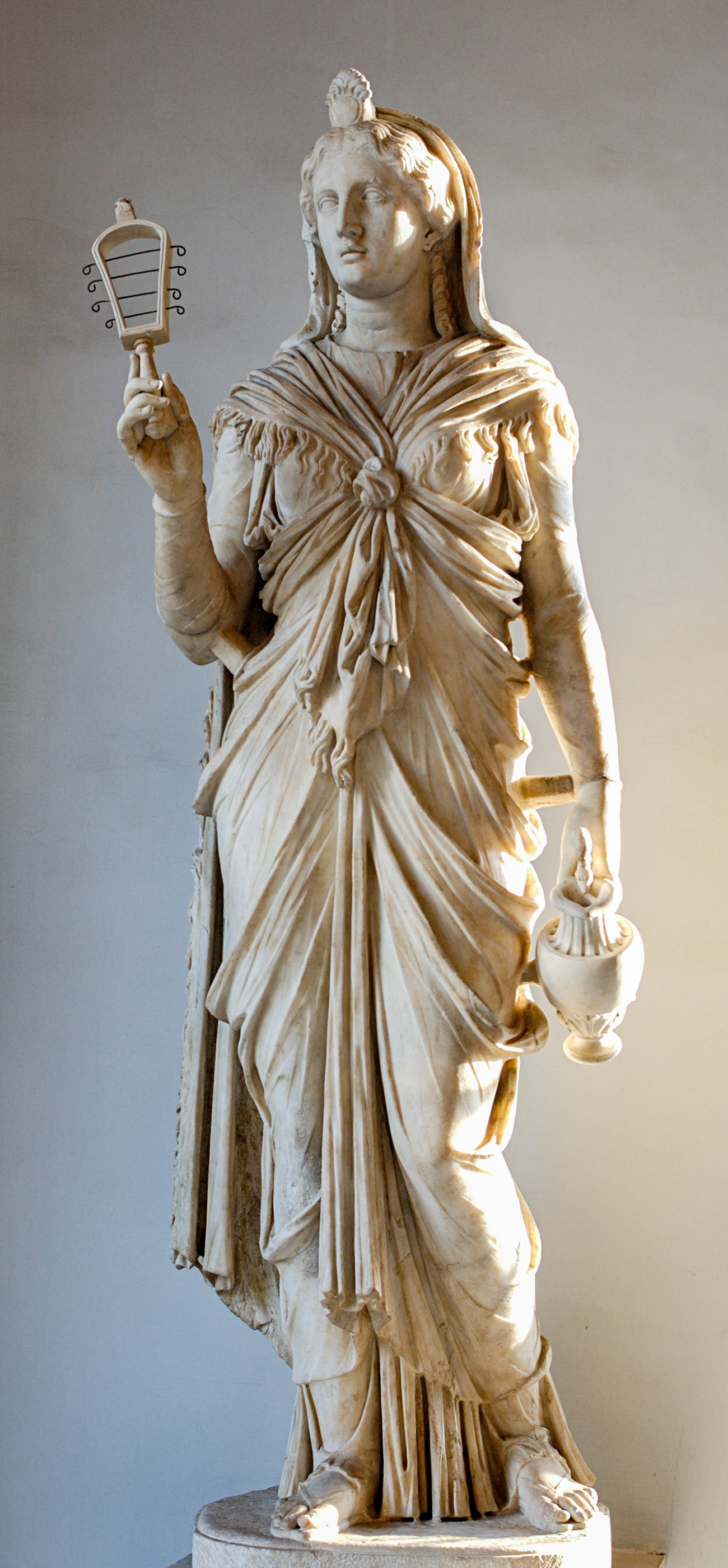
Římská podoba egyptské Isis (staroegyptská Eset). Bohyně byla uctívána v různých částech Římské říše.

Pozdně antické náboženství (někdy méně přesně též pohanství v pozdní antice) je konvenční novodobé označení pro pestrý a nejednotný soubor náboženských či filosoficko-náboženských nekřesťanských (tj. pohanských) představ a systémů v oblasti tradiční řecko-římské kultury v době, kdy se po vydání milánského ediktu začaly střetávat s křesťanstvím jako rovnoprávným náboženstvím. Zahrnuje širokou škálu kultů, filozofických škol a mysterií nejrůznějšího stáří i původu. Jejich společným znakem bylo to, že byly akceptovanou součástí antické kultury v době, kdy zájem o tradiční náboženské kulty upadal a současně šlo o proudy mimokřesťanské, takže se křesťanství vůči nim v důsledku svého exkluzivního monoteismu negativně vymezovalo.
Pozdně antické náboženství se skládalo ze tří forem:
- tradiční polyteistická náboženství především ze starého Řecka a Říma
- císařský kult
- posvátná mystéria či mysterijní náboženství, jednalo se o starobylá Eleusínská mystéria, ale také o různé novější synkretické (původně východní) kulty božstev jako např. Kybelé, Mithry, Isidy aj.

Velký vliv na náboženství měly také vliv filozofické školy.

## Vývoj náboženství
Různorodé obyvatelstvo rozsáhlého impéria vyznávalo mnoho odlišných a vzájemně si odporujících kultů, i některé zcela původně cizích, pocházejících z různých částí říše, v nichž převládaly vlivy maloasijské, egyptské, syrské i perské atp., zpravidla byly přizpůsobovány antické kultuře a římskému vkusu. Navzdory tomu někteří císařové, jako například Heliogabalus (218–222) a zvláště pak Aurelianus (270–275), usilovali o ještě větší náboženskou jednotu v říši upřednostňováním nadvlády jednoho boha (tj. především boha solárního, či přesněji synkretické spojení různých pohanských bohů slunce) tím, že jejich kult prohlašovali za státní náboženství. Tyto a další zásahy a náboženské reformy císařů nebyly dosud nijak namířeny proti dosavadní víře ani náboženským praktikám.
Přestože Edikt milánský nebyl namířen proti pohanství, ale pouze legalizoval existenci křesťanství, „římský stát, v jehož čele od Constantinovy doby stáli císaři hlásící se ke křesťanství, zůstával v zásadě loajální k potřebám a zájmům církve,“ což postupně vedlo k mocenské a posléze i početní převaze křesťanů na důležitých místech v říši.
Počínaje 3. stoletím se navíc ve východní části říše začaly objevovat cílené útoky křesťanských jednotlivců, skupin a davů proti pohanům. Pohanská strana vůči tomuto vývoji zaujala spíše defenzivní postoj a usilovala o obranu tradiční antické kultury jako celku.

## Pokusy o obnovu původních kultů

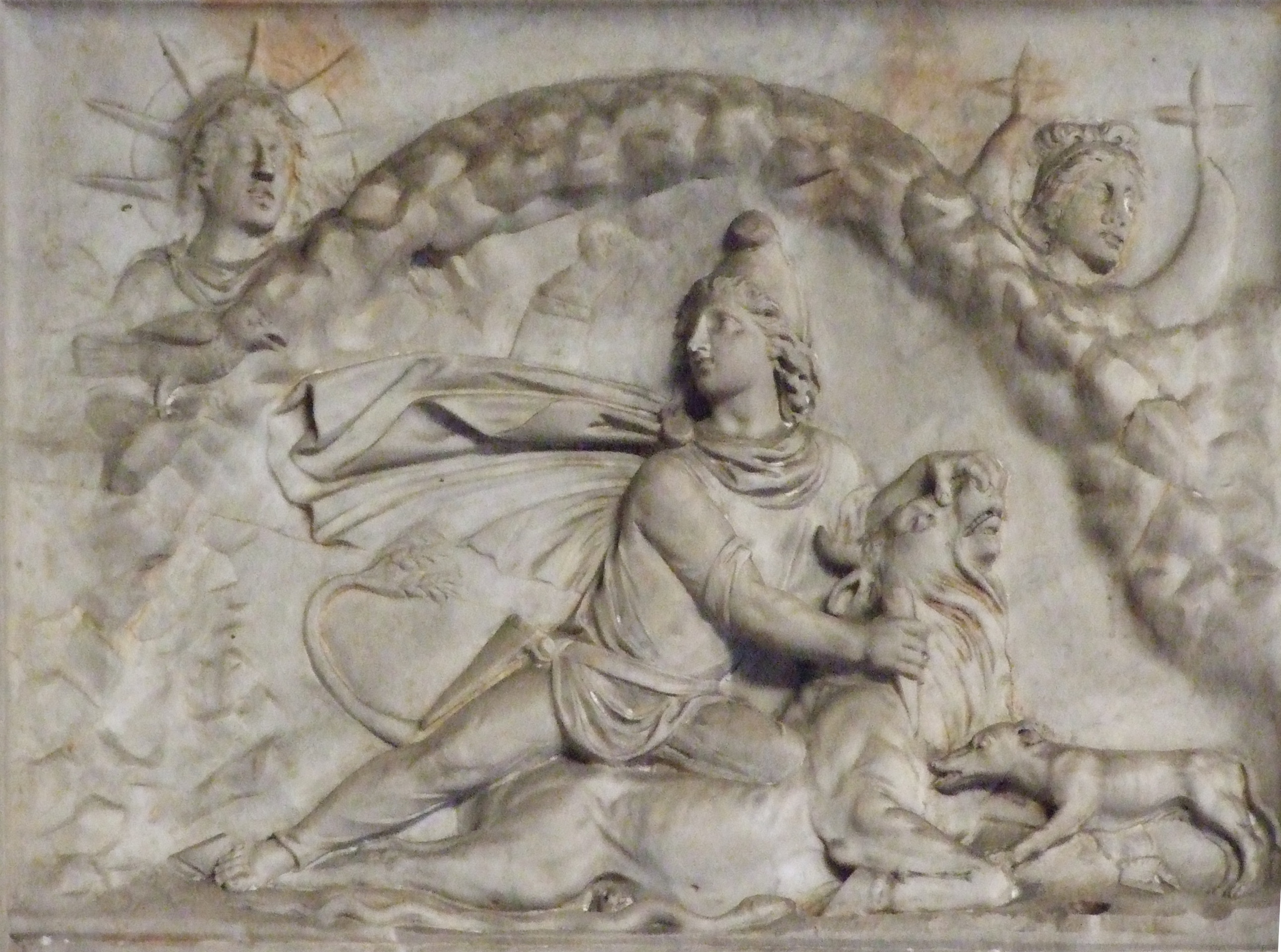
Basreliéf věnovaný Sol Invicto Deo („božstvu Nepřemožitelnému Slunci“) zachycuje tauroktonii (výjev z Mithrových mystérií), na níž původem perský bůh Mithra usmrcuje býka. Nad ním se zjevují Sol a Luna.

Císař Julianus (361–363) se pokusil zvrátit rostoucí vliv křesťanství (nikoliv za cenu nového pronásledování) a sepsal i několik spisů a dopisů kritizujících křesťanství (např. Contra Galileos), ale po jeho brzké smrti byla většina jeho nařízení zase zrušena. A podobně i rétor Flavius Eugenius, který byl prohlášen Arbogastem za císaře, ale který sám vystupoval jen jako podřízený vládce Theodosia. Za svého úřadování podporoval k nelibosti křesťanů původní kulty. Theodosius jej ale odmítl uznat a jakožto uzurpátora ho nakonec vojensky porazil.
Pohanství se tak ocitalo pod silným tlakem císařské legislativy, které vyvrcholilo zákazy pohanských kultů a uzavíráním pohanských chrámů (viz Perzekuce pohanů v pozdní antice).